# Thomas Buberl

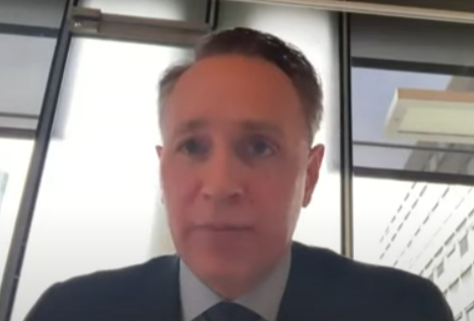

Thomas Buberl (* 24. März 1973 in Haan) ist ein deutscher Manager. Er ist Vorstandsvorsitzender des französischen Versicherungskonzerns AXA und besitzt auch die schweizerische und französische Staatsbürgerschaft.

## Werdegang
Nach einer Banklehre bei der Deutschen Bank studierte Buberl Betriebswirtschaftslehre an der WHU in Vallendar und Business Administration an der britischen Lancaster University. 2002 wurde er an der Hochschule St. Gallen promoviert.
Bereits im Jahr 2000 hatte er seine berufliche Laufbahn bei der Boston Consulting Group begonnen. 2005 wurde er Mitglied der Geschäftsleitung für die Bereiche Marketing und Vertrieb der Winterthur-Gruppe und blieb dies, als die Gesellschaft 2006 von der AXA übernommen wurde. 2008 wurde er zum Chief Executive Officer (CEO) der Zurich Financial Services in der Schweiz berufen. 2012 wechselte Buberl zurück zur AXA und wurde dort zum Vorstandsvorsitzenden der wichtigsten deutschen Konzerntochter ernannt. Im März 2015 wurde er zudem Mitglied des globalen AXA Management Committees.
Im März 2016 vermeldete die AXA den altersbedingten Rückzug des langjährigen CEOs und Chairman von AXA, Henri de Castries. Das Unternehmen kündigte an, Buberl werde im September 2016 dessen Nachfolge als CEO von AXA antreten. Im Vorfeld gab er den Vorstandsvorsitz der AXA Deutschland ab und wurde zum Aufsichtsratsvorsitzenden der deutschen Konzerntochter gewählt.

### Weitere Mandate
2015 wurde Buberl in das Kuratorium der gemeinnützigen Bertelsmann Stiftung berufen. Mit der Wahl in den Aufsichtsrat des Bertelsmann-Konzerns im Jahr 2018 schied er bei der Bertelsmann Stiftung aus. 2020 wurde Buberl in den Aufsichtsrat von IBM gewählt.
Seit 2022 ist er im Stiftungsrat der St. Galler Stiftung für Internationale Studien und unterstützt das St. Gallen Symposium in dieser Rolle.

## Ehrungen und Auszeichnungen
- 2008: Ernennung zum "Young Global Leader" des Weltwirtschaftsforums[9]
- 2019: Chevalier de l’Ordre National de la Légion d’Honneur[10]
- 2023: Chevalier de l’ordre des Arts et des Lettres[11]
- 2025: 1ère classe d’honneur de la Légion étrangère (Legionär 1. Klasse ehrenhalber)[12]